# Kovači (Kotor, Crna Gora)
Kovači je naselje u Boki kotorskoj, u općini Kotor. Pripada oblasti Donji Grbalj, dijelu mikroregije Grbalj.	

## Crkve u Kovačima
- Crkva Svetog Mihajla[1]

## Stanovništvo

### Nacionalni sastav po popisu 2003.
- Srbi - 48
- Crnogorci - 26
- Neopredijeljeni - 6
- Ostali - 1